# Classe Tone
La classe Tone fut la dernière classe de croiseurs lourds de la Marine impériale japonaise mise en service. Ses deux unités ont été construites au chantier naval Mitsubishi de Nagasaki. Elles ont incorporé, pour ce qui concerne le nombre de tourelles et la disposition (« tout à l'avant ») de leur artillerie principale, les leçons de l'expérience acquise sur la classe Mogami. Elles ont constitué une esquisse d'un type de croiseurs hybrides porte-aéronefs. Elles ont servi durant la guerre du Pacifique et n'y ont pas survécu.

## Conception
Lorsque la décision a été prise, avec le Second plan de réarmement japonais de 1932, de financer la mise en chantier de deux nouveaux grands croiseurs, le traité naval de Londres de 1930 était en vigueur et il interdisait la construction de nouveaux “croiseurs lourds”. C'est donc sans surprise que le choix a été fait de mettre sur cale une cinquième et une sixième unité de la classe Mogami, qui avait été conçue pour concilier un classement parmi les croiseurs “légers”, en raison d'un calibre de l'artillerie principale de 155 mm, mais un nombre de canons de ce calibre presque double de celui des croiseurs légers existants, une vitesse de croiseur léger rapide, et une protection de croiseur lourd.

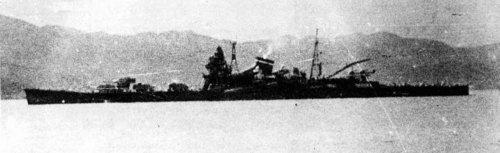
Le Tone, avec ses quatre tourelles d'artillerie principale “tout à l'avant”

Mais en 1934, le chavirage du torpilleur Tomozuru (en), et l'incident de la 4e flotte, puis en 1935-1936 les essais de la classe Mogami ont montré que les concepteurs des plus récents bâtiments de la Marine impériale japonaise de l'époque avaient sous-estimé les conséquences de l'accumulation des systèmes d'armes sur la stabilité des coques et donc le risque de chavirage. Il fut décidé, en conséquence, pour les nouveaux croiseurs, de réduire l'armement principal de cinq tourelles triples de canons de 155 mm (en) prévues initialement, à quatre, de les concentrer sur l'avant et de ne plus avoir qu'une tourelle surélevée, en position no 2, réduisant ainsi le poids en position haute, et de consacrer à l'aviation embarquée la place devenue disponible sur l'arrière . Lorsqu'après 1936, l'empire du Japon se fut affranchi du respect de toute stipulation d'un traité de limitation des armements navals, il fut également décidé, pour la seconde unité de la série, le Chikuma, de ne plus utiliser le soudage, qui permettait de gagner du poids pour respecter une limite maximale de déplacement, mais pouvait être une source de faiblesse pour les structures, et de revenir au rivetage, pour l'assemblage de la coque.

## Caractéristiques
Les dimensions de coque de la classe Tone étaient très proches de celles de la classe Mogami, presqu'identiques en ce qui concerne la longueur, pour le maître-bau 18,5 m au lieu de 20,19 m (après adjonction de bulbes), avec un tirant d'eau plus important, 6,45 m au lieu de 5,5 m, le déplacement normal s'établissant à 11 215 tonnes au lieu de 12 400 tonnes.
En ce qui concerne l'artillerie principale, sur la classe Tone, la substitution des tourelles doubles de 203 mm (Mark II), aux tourelles triples de 155 mm est intervenue, à la différence de la classe Mogami, pendant la construction. Les tourelles doubles de la classe Tone étaient dites du type E3 aux caractéristiques identiques à celles des tourelles du type “E2 modifié” de la classe Mogami, sauf en ce qui concerne le dispositif destiné à compenser la différence du diamètre des barbettes, qui était de 5,70 m pour les barbettes des tourelles triples de 155 mm, et 5,00 m pour celui des tourelles doubles de 203 mm.
L'artillerie secondaire se composait de quatre tourelles doubles de canons de 127 mm Type 89, à double usage, anti navires et anti-aérien, situées en milieu de navire. L'artillerie anti-aérienne rapprochée était constituée de six affûts doubles de canons antiaériens de 25 mm Type 96 automatiques, et quatre mitrailleuses Vickers de 13,2 mm, le tout très proche de la classe Mogami.
Les installations lance-torpilles étaient identiques à celles de la classe Mogami, quatre plates formes triples orientables, pour des torpilles de 610 mm de diamètre, sur le pont principal.
À la différence de la marine américaine, qui utilisait l'aviation embarquée sur les porte-avions pour les missions de reconnaissance à longue distance, la marine impériale japonaise avait recours pour ces mêmes missions aux hydravions des croiseurs. La plage arrière des croiseurs de la classe Tone, libre d'artillerie principale, a donc été utilisée pour des installations d'aviation importantes, avec un système complet de rails de guidage et de plateformes pivotantes, une grue derrière le grand mât et deux catapultes à poudre, mais toutefois sans hangar d'aviation. Un maximum de 8 hydravions était prévu : quatre Kawanashi E7K “Alf” et Nakajima E8N “Dave”. Dans la pratique, seuls cinq hydravions purent être embarqués, des Aichi E13A “Jake” ou des Mitsubishi F1M “Pete” .
La protection était améliorée, avec 150 mm à hauteur des machines (225 mm à hauteur des soutes à munitions), grâce à la concentration de l'artillerie principale à l'avant, ce qui permettait d'accroître l'épaisseur du blindage, grâce à la réduction de la taille des espaces à blinder.
L'appareil propulsif était identique à celui des Kumano et Suzuya de la classe Mogami, huit chaudières alimentant quatre turbines à engrenages, entrainant quatre hélices, mais pour une puissance développée identique (152 000 ch), et un déplacement un peu inférieur (11 215 tonnes au lieu de 12 400 tonnes), le tirant d'eau un peu plus élevé aboutissait à une vitesse maximale comparable de 35 nœuds.
En novembre 1942, deux affûts doubles de 25 mm AA Type 96 supplémentaires et un radar de veille aérienne de Type 21 ont été installés sur le Chikuma, et en février 1943, sur le Tone. Sur les deux croiseurs, en décembre 1943, les deux affûts doubles de canons de 25 mm AA Type 96 situé à l'avant ont été enlevés et quatre affûts triples installés ce qui a porté le nombre de tubes de ce calibre à vingt. En juin 1944, deux affûts doubles de 25 mm AA Type 96 ont été remplacés par deux affûts triples, deux autres affûts triples et vingt-cinq affûts simples supplémentaires ont été ajoutés sur le pont d'envol, portant le total à 53 canons, et un radar de veille aérienne de Type 13 a été installé.

## Les unités de la classe
| Nom     | Quille            | Lancement        | Armement         | Chantier naval                               | Fin de carrière                                                                                 | Photo |
| ------- | ----------------- | ---------------- | ---------------- | -------------------------------------------- | ----------------------------------------------------------------------------------------------- | ----- |
| Tone    | 1er décembre 1934 | 21 novembre 1937 | 28 novembre 1938 | Chantiers navals Mitsubishi à Nagasaki Japon | coulé le 24 juillet 1945 à Kure par l'aviation embarquée de la IIIe Flotte U.S.                 |       |
| Chikuma | 1er octobre 1935  | 19 mars 1938     | 20 mai 1939      | Chantiers navals Mitsubishi à Nagasaki Japon | coulé le 25 octobre 1944 à la bataille de Samar par l'aviation embarquée de la VIIe Flotte U.S. |       |

## Service
Le Tone et le Chikuma ont constitué la 8e Division de Croiseurs. Leur capacité d'emport d'hydravions, pour des reconnaissances à longue distance, a conduit à les faire, assez souvent, accompagner les porte-avions. Le 28 novembre 1940, le contre-amiral Itō a été nommé commandant de la 8e Division de Croiseurs. Le 1er août 1941, le contre-amiral Abe lui succède.

### De Pearl-Harbor à Midway (décembre 1941 à juin 1942)
Pour l'attaque de Pearl Harbor (7 décembre 1941), la 8e Division de Croiseurs a fait partie de la force de couverture du vice-amiral Mikawa, qui accompagnait la Force de Frappe de la 1re Flotte, c'est-à-dire les six porte-avions lourds du vice amiral Nagumo. Le mois suivant, ils ont pris part à la deuxième bataille de l'île de Wake. En janvier, ils ont été impliqués dans les opérations de conquête de Rabaul en Nouvelle-Bretagne, puis dans les débarquements de Lae et Salamaua, et dans les opérations contre les Indes orientales néerlandaises. Le 19 février 1942, ils faisaient partie de la force de couverture pour le bombardement de Darwin et, fin février-début mars, accompagnaient les cuirassés rapides Hiei et Kirishima lors du naufrage du destroyer américain USS Edsall, dont le Chikuma a recueilli quelques survivants. En avril, ils ont accompagné les cinq porte-avions du vice amiral Nagumo, qui, pendant leur raid sur Ceylan ont bombardé Colombo et Trincomalee. C'est un avion du Tone qui a repéré les deux croiseurs lourds britanniques (HMS Cornwall et Dorsetshire qui ont été coulés par l'aviation embarquée japonaise.
À la bataille de Midway (4-7 juin 1942), la 8e Division de Croiseurs faisait encore partie du Groupe de Support, constitué autour des deux cuirassés rapides Haruna et Kirishima, rattaché à la Force de Frappe du vice amiral Nagumo. À 7 h 30, le 4 juin, un hydravion Aichi E13A 1 “Jake” du Tone a signalé des bâtiments américains, mais n'a pas spécifié immédiatement qu'il y avait un porte-avions parmi eux, ce qui s'est révélé une erreur cruciale. À 10 h 45, c'est un autre hydravion “Jake” du Chikuma qui a repéré l'USS Yorktown et l'a suivi pendant trois heures, guidant les attaques de l'aviation embarquée, jusqu'à ce qu'il fût abattu peu après 14 h.
Le 6 juin, la 8e Division de Croiseurs a reçu l'ordre de se porter en soutien de la 5e Flotte, qui attaquait les îles Aléoutiennes, où les îles d'Attu et de Kiska ont été occupées.

### Devant Guadalcanal et pendant la campagne des Salomon
Le 14 juillet 1942, le contre-amiral Hara qui commandait précédemment la 2e Division de Porte-avions a remplacé le contre-amiral Abe, nommé commandant de la 11e Division de Cuirassés (les cuirassés rapides Hiei et Kirishima).
Pendant la campagne de Guadalcanal, la 8e Division de Croiseurs est restée attachée aux forces de soutien des porte-avions de la 3e Flotte du vice amiral Nagumo, et elle a, à ce titre, participé aux opérations de couverture éloignée du renforcement des forces japonaises de Guadalcanal, et aux batailles des Salomon orientales, fin août, et des îles Santa Cruz, fin octobre, qui en ont résulté. À la bataille des Salomon orientales, les deux croiseurs ont lancé sept appareils, qui ont repéré les porte-avions américains, mais certains de ces appareils ont été abattus, ou leurs renseignements ne sont pas parvenus en temps utile. À la bataille des Îles Santa Cruz, un des hydravions du Tone a localisé l'USS Hornet. Quatre hydravions du Tone, dont deux ont été abattus, ont réglé les tirs sur les navires américains. Attaqué par des “Dauntless” de l'USS Hornet, le Chikuma s'est délesté de ses torpilles juste avant que sa plateforme lance-torpilles tribord avant ne fût touchée, puis, ayant reçu deux autres bombes, il a dû mettre le cap sur Truk, escorté par deux destroyers. Il a été réparé à Kure jusqu'en février 1943.

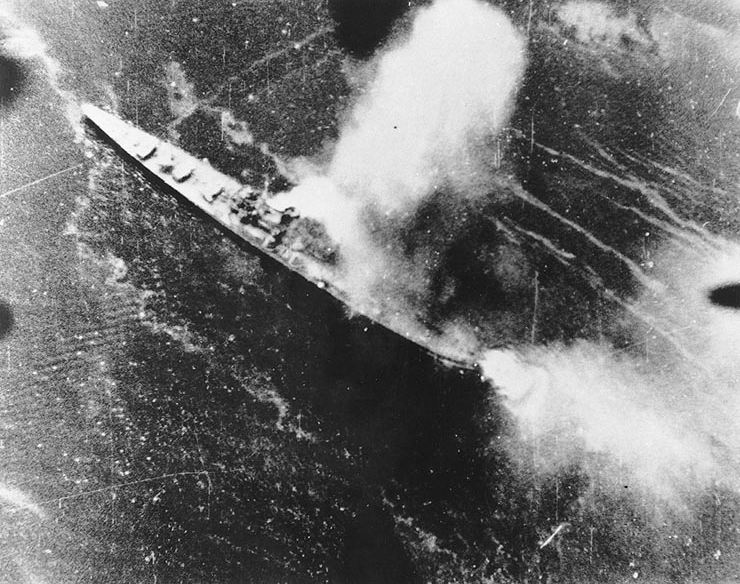
Le Chikuma vu depuis un “Dauntless” de l' qui l'a manqué de peu, à Rabaul, le 5 novembre 1943

Le Tone n'a pas participé en première ligne à la bataille du Cap Espérance, ni aux batailles navales de Guadalcanal de la mi-novembre 1942, même si ses hydravions ont recherché, en vain, les bâtiments américains susceptibles d'intercepter les cuirassés rapides Hiei et Kirishima, dans la soirée du 12 novembre.
Le 15 mars 1943, le contre-amiral Kishi Fukuji succède au vice-amiral Hara à la tête de la 8e Division de croiseurs.
En 1943, la Marine Impériale japonaise n'a engagé ses croiseurs lourds en première ligne que dans le Pacifique nord, dans la campagne des îles Aléoutiennes, mais la victoire rapide des Américains, dans les combats terrestres de la reconquête de l'île d'Attu, ont fait tourner court une sortie de la 8e Division accompagnant trois cuirassés et un porte-avions qui devaient y aller en renfort, en mai. Au cours de l'été, la 8e Division a participé à un transport de troupes de Truk à Rabaul, et à des sorties de cuirassés et de porte-avions, aux ordres du vice amiral Ozawa ou de l'amiral Koga, de Truk à Eniwetok pour intercepter les porte-avions américains qui avaient lancé des raids de bombardement contre Tarawa et Makin ou contre l'île de Wake et les îles Marshall. Les choses vont changer avec le débarquement américain sur l'île de Bougainville, début novembre. L'envoi de Truk à Rabaul de sept croiseurs lourds, pour attaquer les troupes américaines qui avaient débarqué, après l'échec de la Marine Impériale japonaise à la bataille de la baie de l'Impératrice Augusta, a provoqué un raid massif de l'aviation embarquée du Task Group 50.4 du contre amiral Sherman, qui a légèrement endommagé le Chikuma, manqué de peu.
Le 1er janvier 1944, la 8e Division de Croiseurs a été dissoute et ses deux unités reversées dans la 7e Division constituée jusqu'alors de croiseurs de la classe Mogami, que commande le vice-amiral Nishimura.

### Dans le Pacifique central et dans le golfe de Leyte
La 7e Division de Croiseurs, dans sa nouvelle composition, a quitté Truk pour Palaos avant le violent bombardement du 18 février 1944 (Opération Hailstone), puis elle a gagné le mouillage des îles Lingga, un peu au sud de Singapour, et ultérieurement celui de Tawi-Tawi. Le 10 juin, elle a appareillé avec le Musashi et le Yamato, aux ordres du vice amiral Ugaki, pour aller participer à la défense de l'île de Biak, au nord-ouest de la Nouvelle-Guinée dont l'attaque par les forces du général MacArthur menaçait les Palaos. Mais dès le 12, il était clair que les Américains allaient attaquer les îles Mariannes et l'amiral Toyoda qui avait remplacé, début mai, l'amiral Koga, a déclenché le Plan A-Go conçu pour la défense de ces îles. Le 16 juin, la force du vice amiral Ugaki a rejoint à la mer la Première Flotte Mobile du vice amiral Ozawa, lancé à l'attaque de la Ve Flotte de l'amiral Spruance, pour la bataille de la mer des Philippines (19-20 juin 1944), qui a coûté à la Marine Impériale japonaise trois porte-avions et, plus encore, la presque totalité des pilotes et des appareils de ses forces aéronavales.

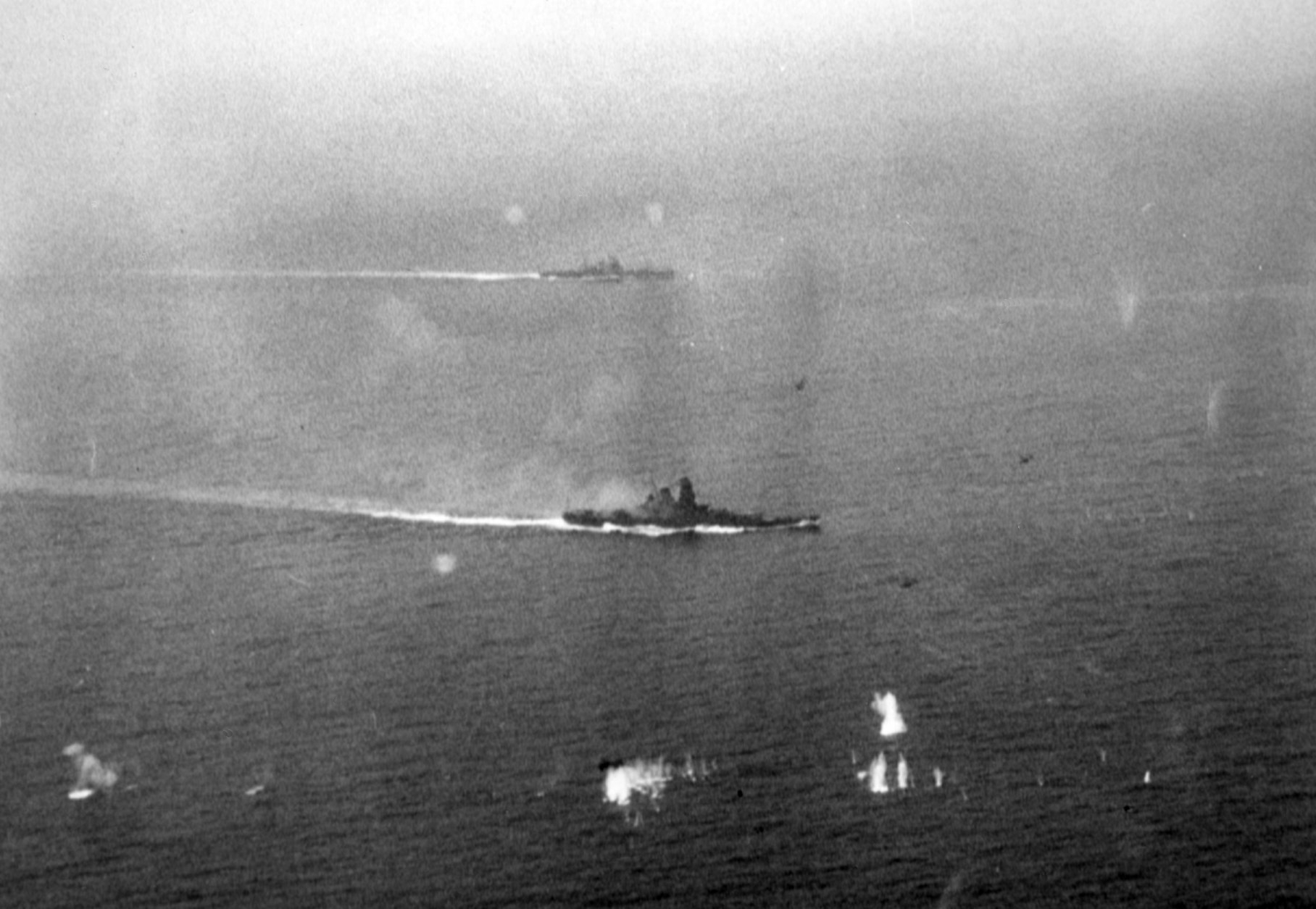
Le Yamato, accompagné d'un croiseur de la classe Tone, au large de Samar, le 25 octobre 1944 au matin

De retour au Japon, le Tone et le Chikuma y ont reçu un renforcement de leur défense contre avions rapprochée. Ils ont participé en juillet, avec la Flotte Mobile, à un important renfort de troupes à Okinawa, puis ont rejoint le mouillage des îles Lingga. Dans le cadre du Plan Sho-Go de défense des Philippines, ils ont fait partie des douze croiseurs lourds qui devaient accompagner cinq cuirassés au sein la Force d'Attaque de Diversion no 1 dirigée par le vice amiral Kurita, à la bataille du golfe de Leyte (23-26 octobre 1944). Ils ont appareillé des îles Lingga le 18 octobre, relâché en baie de Brunei, à Borneo du 20 au 22, et se sont dirigés vers le détroit de San-Bernardino. Le matin du 23, ils ont échappé à l'attaque, à l'ouest de Palawan, de deux sous-marins américains qui ont coulé deux croiseurs lourds et ont obligé un troisième à retourner à Singapour.

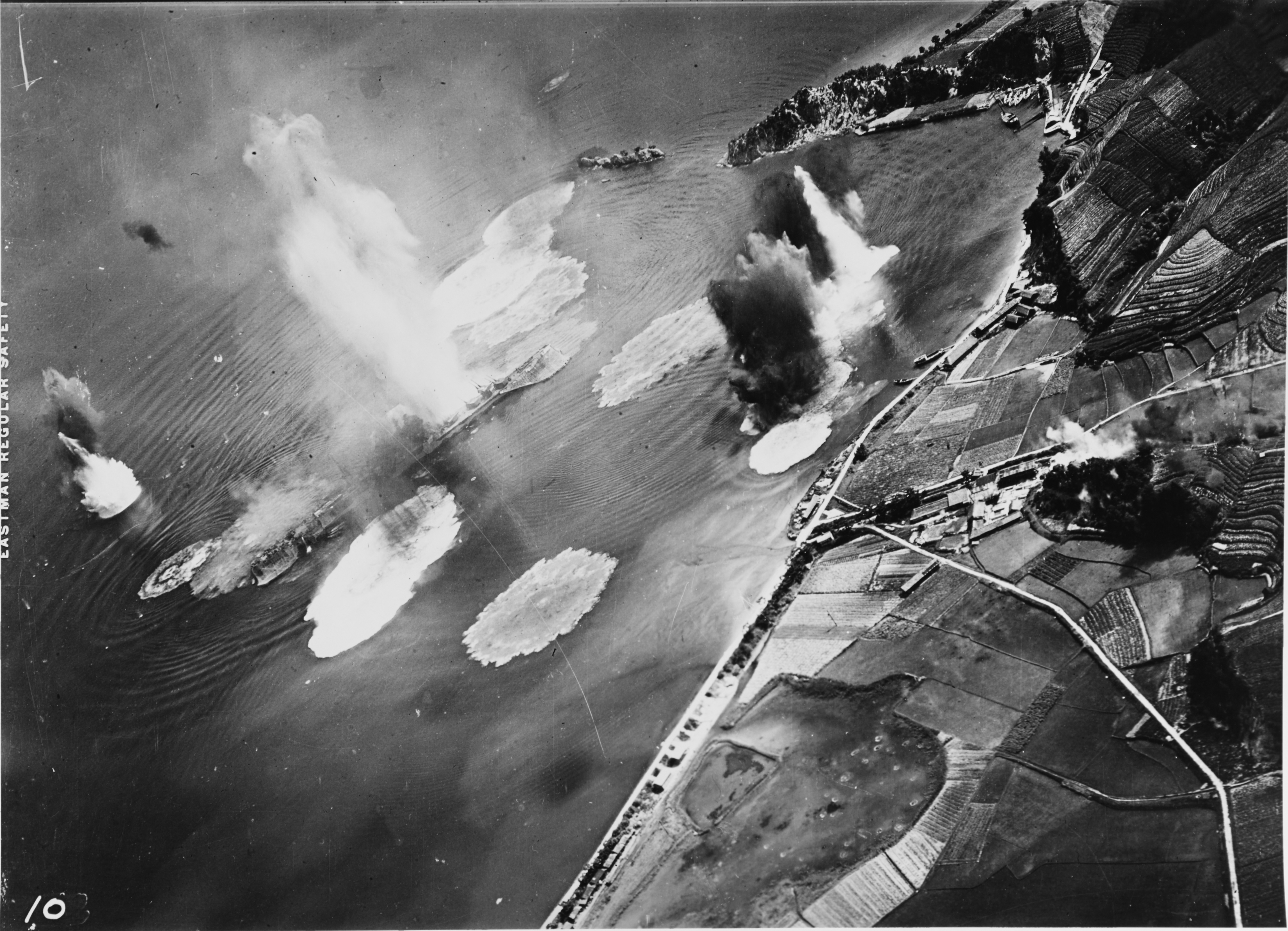
Le Tone sous les bombes de la IIIe Flotte de l'amiral Halsey, devant Kure, le 24 juillet 1945

Le lendemain, en mer de Sibuyan, le Tone et le Chikuma ont échappé sans grands dommages, aux attaques aériennes de la IIIe Flotte de l'amiral Halsey, qui ont coulé le Musashi, endommagé deux cuirassés, et contraint un croiseur lourd à rebrousser chemin. Après avoir franchi le détroit de San-Bernardino dans la nuit ils ont participé à l'attaque, le 25 octobre au matin, de six porte-avions d'escorte de la VIIe Flotte, dont un, l'USS Gambier Bay, a été coulé au canon, par le Chikuma, tandis qu'un second, l'USS St. Lo, coulait sous les coups des kamikaze.
Mais la résistance de destroyers de l'écran des porte-avions attaqués, et les attaques aériennes des porte-avions d'escorte de la VIIe Flotte ont été particulièrement pugnaces. Elles ont réussi à venir à bout de trois croiseurs lourds, parmi lesquels le Chikuma, qui a coulé sous les bombes des USS Kitkun Bay et Ommaney Bay. Ses rescapés ont été recueillis par le destroyer Nowaki. Lorsque le vice amiral Kurita s'est résigné à repasser le détroit de San-Bernardino, dans la nuit du 25 octobre, ses quatre cuirassés n'étaient plus accompagnés que par deux croiseurs, dont le Tone, qui portait alors la marque du Commandant de la 7e Division de Croiseurs, le vice-amiral Shiraishi, et en restait la seule unité opérationnelle. Mais l'amiral Halsey n'était qu'à une quarantaine de nautiques, et trois grands croiseurs légers américains ont coulé, aux premières heures du 26 octobre, le Nowaki, avec tout son équipage et les rescapés du Chikuma.
Rentré au Japon, le Tone a vu sa défense contre avions portée à plus de 60 canons de 25 mm. Mais à partir de février 1945, il est resté à l'ancre, en rade de Kure, où il a été coulé, lors des bombardements effectués par la IIIe Flotte de l'amiral Halsey à la fin juillet 1945.